# Rothmans Canadian Open 1972
Rothmans Canadian Open 1972 — тенісний турнір, що проходив на відкритих кортах з ґрунтовим покриттям Toronto Cricket Skating and Curling Club у Торонто (Канада). Належав до Commercial Union Assurance Grand Prix 1972: чоловічий турнір належав до категорії Grade A, жіночий - Grade D. Тривав з 14 серпня до 20 серпня 1972 року. Іліє Настасе і Івонн Гулагонг здобули титул в одиночному розряді.

## Фінальна частина

### Одиночний розряд, чоловіки
Іліє Настасе —  Ендрю Паттісон 6–4, 6–3
- Для Настасе це був 12-й титул за сезон і 28-й - за кар'єру.

### Одиночний розряд, жінки
Івонн Гулагонг —  Вірджинія Вейд 6–3, 6–1
- Для Гулагонг це був 8-й титул за сезон і 27-й — за кар'єру.

### Парний розряд, чоловіки
Іліє Настасе /  Йон Ціріак —  Ян Кодеш /  Ян Кукал 7–6, 6–3
- Для Настасе це був 13-й титул за сезон і 29-й - за кар'єру. Для Ціріака це був 4-й титул за сезон і 10-й - за кар'єру.

### Парний розряд, жінки
Маргарет Корт /  Івонн Гулагонг —  Бренда Кірк /  Пат Вокден 3–6, 6–3, 7–5
- Для Корт це був 4-й титул за сезон і 94-й — за кар'єру. Для Гулагонг це був 9-й титул за сезон і 28-й — за кар'єру.